# Oecetis gunapatya
Oecetis gunapatya är en nattsländeart som beskrevs av Schmid 1995. Oecetis gunapatya ingår i släktet Oecetis och familjen långhornssländor. Inga underarter finns listade i Catalogue of Life.